# راجر تامبا ام پیندا
راجر تامبا ام پیندا (انگلیسی: Roger Tamba M'Pinda؛ زادهٔ ۱۳ اوت ۱۹۹۸) بازیکن فوتبال اهل فرانسه است.
از باشگاه‌هایی که در آن بازی کرده‌است می‌توان به باشگاه فوتبال یوونتوس اشاره کرد.